# Offenbacher Fußball-Club Kickers 1901 1987-1988
Questa voce raccoglie le informazioni riguardanti l'Offenbacher Fußball-Club Kickers 1901 nelle competizioni ufficiali della stagione 1987-1988.

## Stagione
Nella stagione 1987-1988 il Kickers Offenbach, allenato da Dieter Renner, concluse il campionato di 2. Bundesliga al 8º posto.

## Rosa
| N. |                     | Ruolo | Calciatore        |
| -- | ------------------- | ----- | ----------------- |
|    | Germania (bandiera) | P     | Bernd Fuhr        |
|    | Germania (bandiera) | P     | René Keffel       |
|    | Germania (bandiera) | P     | Martin Wolf       |
|    | Germania (bandiera) | D     | Michael Grünewald |
|    | Germania (bandiera) | D     | Joachim Müller    |
|    | Germania (bandiera) | D     | Gerd Paulus       |
|    | Germania (bandiera) | D     | Karl Richter      |
|    | Germania (bandiera) | D     | Stefan Schummer   |
|    | Germania (bandiera) | D     | Reinhard Stumpf   |
|    | Germania (bandiera) | D     | Achim Thiel       |
|    | Germania (bandiera) | C     | Günther Albert    |
|    | Germania (bandiera) | C     | Jürgen Baier      |
|    | Germania (bandiera) | C     | Knut Hahn         |
|    | Polonia (bandiera)  | C     | Markus Kowalczyk  |

| N. |                     | Ruolo | Calciatore        |
| -- | ------------------- | ----- | ----------------- |
|    | Germania (bandiera) | C     | Dietmar Rompel    |
|    | Galles (bandiera)   | C     | Wayne Thomas      |
|    | Germania (bandiera) | C     | Stefan Walter     |
|    | Germania (bandiera) | C     | Ralf Weber        |
|    | Germania (bandiera) | A     | Axel Brummer      |
|    | Germania (bandiera) | A     | Stephan Caselitz  |
|    | Germania (bandiera) | A     | Ralf Hahn         |
|    | Germania (bandiera) | A     | Berthold Hörst    |
|    | Germania (bandiera) | A     | Thomas Kloss      |
|    | Grecia (bandiera)   | A     | Paul Koutsoliakos |
|    | Germania (bandiera) | A     | Dieter Müller     |
|    | Germania (bandiera) | A     | Joachim Wieczorek |
|    | Germania (bandiera) | A     | Frank Würzburger  |

## Organigramma societario
Area tecnica
- Allenatore: Dieter Renner
- Allenatore in seconda:
- Preparatore dei portieri:
- Preparatori atletici:

## Calciomercato

### Sessione estiva
| Acquisti | Acquisti         | Acquisti              | Acquisti |
| R.       | Nome             | da                    | Modalità |
| -------- | ---------------- | --------------------- | -------- |
| C        | Wayne Thomas     | Hannover 96           |          |
| A        | Frank Würzburger | Eintracht Francoforte |          |
| C        | Jürgen Baier     | Vikt. Aschaffenburg   |          |
| C        | Markus Kowalczyk | Arka Gdynia           |          |
| D        | Karl Richter     | Fortuna Colonia       |          |
| C        | Dietmar Rompel   | Vikt. Aschaffenburg   |          |

| Cessioni | Cessioni            | Cessioni       | Cessioni |
| R.       | Nome                | a              | Modalità |
| -------- | ------------------- | -------------- | -------- |
| A        | Guðmundur Steinsson | Fram Reykjavík |          |

### Sessione invernale
| Acquisti | Acquisti | Acquisti | Acquisti |
| R.       | Nome     | da       | Modalità |
| -------- | -------- | -------- | -------- |

| Cessioni | Cessioni | Cessioni | Cessioni |
| R.       | Nome     | a        | Modalità |
| -------- | -------- | -------- | -------- |

## Risultati

### 2. Bundesliga

#### Girone di andata
| Arbitro: | Strigel |

|                               |           |  |
| Müller 18’ Hahn 56’ Kloss 65’ | Marcatori |  |

| Arbitro: | Wiesel |

|  |           |                     |
|  | Marcatori | 6’ Müller 27’ Kloss |

| Arbitro: | Bauer |

|                     |           |                         |
| Hahn 26’ Müller 56’ | Marcatori | 21’ Frömberg 32’ Kontny |

| Arbitro: | Richmann |

|        |           |           |
| Gu 44’ | Marcatori | 62’ Kloss |

| Arbitro: | Boos |

|         |           |             |
| Hahn 7’ | Marcatori | 40’ Forster |

| Arbitro: | Osmers |

|                                |           |  |
| Zander 3’ Wenzel 4’ Gronau 24’ | Marcatori |  |

| Arbitro: | Diekert |

|                          |           |  |
| Müller 11’ Hahn 31’, 90’ | Marcatori |  |

| Arbitro: | Föckler |

|                                  |           |                                |
| Wielert 75’ (rig.) Schlipper 83’ | Marcatori | 59’ (aut.) Malura 71’ Schummer |

| Arbitro: | Kentsch |

|                                  |           |  |
| Müller 37’, 63’ Koutsoliakos 66’ | Marcatori |  |

| Arbitro: | Dellwing |

|           |           |  |
| Römer 66’ | Marcatori |  |

| Arbitro: | Weber |

|                       |           |                                         |
| Müller 6’ Brummer 71’ | Marcatori | 54’ Metschies 65’, 86’ Jursch 70’ Glöde |

| Arbitro: | Steinborn |

|            |           |  |
| Krstić 65’ | Marcatori |  |

| Arbitro: | Harder |

|                                    |           |                                        |
| Richter 25’ Wieczorek 28’ Hahn 76’ | Marcatori | 45’ Schneider 62’ Stockinger 77’ Wolff |

| Arbitro: | Mierswa |

|  |           |                     |
|  | Marcatori | 11’ Hahn 88’ Thomas |

| Arbitro: | Neuner |

|                          |           |                          |
| Sané 37’, 72’ Schaub 83’ | Marcatori | 30’ Wieczorek 48’ Walter |

| Arbitro: | Malbranc |

|                 |           |  |
| Müller 43’, 79’ | Marcatori |  |

| Arbitro: | Kasper |

|             |           |                                |
| Neuhaus 85’ | Marcatori | 65’, 90’ Müller 77’ Würzburger |

| Arbitro: | Theobald |

|               |           |                                     |
| Wieczorek 65’ | Marcatori | 23’ Demandt 26’ Backhaus 30’ Schütz |

| Arbitro: | Löwer |

|            |           |            |
| Köhler 63’ | Marcatori | 59’ Müller |

#### Girone di ritorno
| Arbitro: | Müller |

|                                         |           |                               |
| Vorholt 45’ (rig.) Faltin 66’ Menke 75’ | Marcatori | 31’, 72’ Wieczorek 54’ Müller |

| Arbitro: | Merk |

|                             |           |  |
| Müller 17’ Koutsoliakos 78’ | Marcatori |  |

| Arbitro: | Berg |

|                         |           |  |
| Kügler 31’ Jankovic 42’ | Marcatori |  |

| Arbitro: | Reinstädtler |

|            |           |         |
| Müller 21’ | Marcatori | 77’ Heß |

| Arbitro: | Kasper |

|                           |           |  |
| Kurtenbach 9’ Vollmer 67’ | Marcatori |  |

| Arbitro: | Gochermann |

|                               |           |            |
| Wieczorek 14’ Müller 50’, 81’ | Marcatori | 75’ Wenzel |

| Arbitro: | Müller |

|                    |           |  |
| Dinauer 44’ (rig.) | Marcatori |  |

| Arbitro: | Scheuerer |

|                                   |           |             |
| Stumpf 10’ Richter 67’ Walter 87’ | Marcatori | 14’ Dezelak |

| Arbitro: | Dardenne |

|                     |           |                |
| Steubing 31’ (rig.) | Marcatori | 9’, 65’ Walter |

| Offenbach am Main 2 aprile 1988, ore 15:00 CEST 29ª giornata | Kickers Offenbach | 0 – 0 referto | Union Solingen | Stadion am Bieberer Berg (2 800 spett.)\| Arbitro: \| Steinborn \| |
| Arbitro:                                                     | Steinborn         |               |                |                                                                    |

| Arbitro: | Assenmacher |

|            |           |                    |
| Jursch 76’ | Marcatori | 86’ (rig.) Brummer |

| Arbitro: | Malbranc |

|          |           |            |
| Hahn 32’ | Marcatori | 59’ Szesni |

| Arbitro: | Krug |

|                  |           |  |
| Scheler 27’, 81’ | Marcatori |  |

| Offenbach am Main 4 maggio 1988, ore 15:00 CEST 33ª giornata | Kickers Offenbach | 0 – 0 referto | Alemannia Aquisgrana | Stadion am Bieberer Berg (2 000 spett.)\| Arbitro: \| Bauer \| |
| Arbitro:                                                     | Bauer             |               |                      |                                                                |

| Arbitro: | Bruch |

|                |           |          |
| Würzburger 50’ | Marcatori | 79’ Sané |

| Arbitro: | Gabor |

|                                                |           |                   |
| Niggemann 3’ Orkas 34’ Pförtner 75’ Hägele 78’ | Marcatori | 4’ Hahn 56’ Weber |

| Arbitro: | Brehm |

|                     |           |  |
| Hahn 17’ Müller 41’ | Marcatori |  |

| Arbitro: | Kruse |

|  |           |                    |
|  | Marcatori | 83’ (rig.) Brummer |

| Arbitro: | Gabor |

|             |           |                      |
| Brummer 86’ | Marcatori | 52’ Schmidt 78’ Grün |

## Statistiche

### Statistiche di squadra
| Competizione  | Punti | In casa | In casa | In casa | In casa | In casa | In casa | In trasferta | In trasferta | In trasferta | In trasferta | In trasferta | In trasferta | Totale | Totale | Totale | Totale | Totale | Totale | DR |
| Competizione  | Punti | G       | V       | N       | P       | Gf      | Gs      | G            | V            | N            | P            | Gf           | Gs           | G      | V      | N      | P      | Gf     | Gs     | DR |
| ------------- | ----- | ------- | ------- | ------- | ------- | ------- | ------- | ------------ | ------------ | ------------ | ------------ | ------------ | ------------ | ------ | ------ | ------ | ------ | ------ | ------ | -- |
| 2. Bundesliga | 39    | 19      | 8       | 8       | 3       | 34      | 20      | 19           | 5            | 5            | 9            | 22           | 29           | 38     | 13     | 13     | 12     | 56     | 49     | +7 |
| Totale        | 39    | 19      | 8       | 8       | 3       | 34      | 20      | 19           | 5            | 5            | 9            | 22           | 29           | 38     | 13     | 13     | 12     | 56     | 49     | +7 |

### Andamento in campionato
| Giornata  | 1 | 2 | 3 | 4 | 5 | 6  | 7 | 8 | 9 | 10 | 11 | 12 | 13 | 14 | 15 | 16 | 17 | 18 | 19 | 20 | 21 | 22 | 23 | 24 | 25 | 26 | 27 | 28 | 29 | 30 | 31 | 32 | 33 | 34 | 35 | 36 | 37 | 38 |
| --------- | - | - | - | - | - | -- | - | - | - | -- | -- | -- | -- | -- | -- | -- | -- | -- | -- | -- | -- | -- | -- | -- | -- | -- | -- | -- | -- | -- | -- | -- | -- | -- | -- | -- | -- | -- |
| Luogo     | C | T | C | T | C | T  | C | T | C | T  | C  | T  | C  | T  | T  | C  | T  | C  | T  | T  | C  | T  | C  | T  | C  | T  | C  | T  | C  | T  | C  | T  | C  | C  | T  | C  | T  | C  |
| Risultato | V | V | N | N | N | P  | V | N | V | P  | P  | P  | N  | V  | P  | V  | V  | P  | N  | N  | V  | P  | N  | P  | V  | P  | V  | V  | N  | N  | N  | P  | N  | N  | P  | V  | V  | P  |
| Posizione | 1 | 2 | 1 | 2 | 3 | 11 | 5 | 5 | 3 | 5  | 8  | 11 | 10 | 6  | 11 | 9  | 7  | 9  | 8  | 8  | 7  | 8  | 8  | 10 | 9  | 11 | 10 | 9  | 9  | 9  | 8  | 9  | 8  | 9  | 10 | 9  | 8  | 8  |

Legenda:

Luogo: C = Casa; T = Trasferta. Risultato: V = Vittoria; N = Pareggio; P = Sconfitta.

### Statistiche dei giocatori
| G. Albert       | 1  | 0  | 0 | 0 |
| J. Baier        | 23 | 0  | 1 | 1 |
| A. Brummer      | 24 | 4  | 1 | 0 |
| S. Caselitz     | 9  | 0  | 1 | 0 |
| B. Fuhr         | 37 | 0  | 2 | 0 |
| M. Grünewald    | 1  | 0  | 0 | 0 |
| K. Hahn         | 19 | 3  | 0 | 0 |
| R. Hahn         | 21 | 7  | 0 | 0 |
| B. Hörst        | 1  | 0  | 0 | 0 |
| R. Keffel       | 0  | 0  | 0 | 0 |
| T. Kloss        | 26 | 3  | 6 | 0 |
| P. Koutsoliakos | 21 | 2  | 1 | 0 |
| M. Kowalczyk    | 6  | 0  | 1 | 0 |
| D. Müller       | 24 | 16 | 4 | 0 |
| J. Müller       | 14 | 2  | 4 | 0 |
| G. Paulus       | 33 | 0  | 9 | 0 |
| K. Richter      | 25 | 2  | 5 | 1 |
| D. Rompel       | 8  | 0  | 1 | 0 |
| S. Schummer     | 23 | 1  | 3 | 0 |
| R. Stumpf       | 27 | 1  | 5 | 0 |
| A. Thiel        | 37 | 0  | 4 | 0 |
| W. Thomas       | 22 | 1  | 3 | 0 |
| S. Walter       | 19 | 4  | 2 | 0 |
| R. Weber        | 19 | 1  | 3 | 0 |
| J. Wieczorek    | 28 | 6  | 1 | 0 |
| M. Wolf         | 2  | 0  | 0 | 0 |
| F. Würzburger   | 20 | 2  | 1 | 0 |